# Christophe Mourthé
Christophe Mourthé (ur. 29 kwietnia 1959 w Bordeaux) – francuski fotograf, reżyser i operator filmowy, pracujący w szczególności nad tematem fetyszyzmu. Jego twórczość zyskała rozgłos w latach 90., kiedy fotografował Mylène Farmer jako pin-up, a następnie Ditę Von Teese na początku lat 2000.

## Wczesne lata
Urodził się w Bordeaux jako syn pisarza, tłumacza i producenta telewizyjnego Claude ’a Mourthé. W wieku 16 lat wybrał się na wycieczkę do Amsterdamu, gdzie odkrył wyzwolone kobiety i zainteresował się obrazami erotycznymi. W wieku 19 lat zaczynał jako fotograf teatralny i muzyczny w salach koncertowych pod wpływem Zeffirelliego, Petera Steina, Giorgio Strehlera, Dario Fo, Petera Brooka, Federico Felliniego. Pod koniec lat 70. należał do pokolenia paryskiego klubu nocnego przy 9. dzielnicy Le Théâtre le Palace (1978–1983).

## Twórczość fotograficzna
Od 1982 pracował w świecie mody dla magazynów takich jak „Vogue”, „Elle”, „Marie Claire”,  „Vanity Fair” i „Harper’s Bazaar”. Realizował zlecenia dla świata reklamy (filmy reklamowe, reklamę drukowaną), wytwórni fonograficznych i okładki książek w Paryżu, Londynie, Los Angeles, Las Vegas i Monachium. Fotografował ludzi kultury i bohemy artystycznej, takich jak Renaud czy Line Renaud.
Jego prace gościły w magazynach erotycznych i publicystycznych dla mężczyzn takich jak „Playboy”, „Newlook”, „Penthouse”, „Lui” czy „Maxim”. Opublikował też kilka książek fotograficznych na temat fetyszyzmu. We Francji był autorem zdjęć aktorek kina erotycznego, takich jak Julia Channel, Thallia, Clara Morgane, Mélanie Coste, Katsuni, Drakaina  i LouLady. W 1993 w Paryżu zorganizowano wystawę promującą książkę Phyléa, która okazała się bestsellerem roku w Europie i rozeszła się w liczbie przekraczającej 25 tys. egzemplarzy. Mourthé odtworzył świat komiksów erotycznych w fotografii. W 1994 została opublikowana Fetish dream w Japonii i Marlène Love we Francji. W 1998 rozpoczął współpracę z Boutique Minuit w Brukseli. W 1999 jego zdjęcia ze Zdeňką Novotną zostały upowszechnione w Internecie.
Od 2010 produkował okładki do serii powieści szpiegowskich Son Altesse Sérénissime autorstwa Gérarda de Villiersa. W 2022 w galerii Vivienne Art w Paryżu przygotowana została wystawa z okazji 40-lecia jego pracy twórczej.

## Działalność związana z produkcją filmów
W 2001 zadebiutował jako reżyser filmu Colmax Production Sex Me, gdzie ukazał świat fetyszyzmu, praktyk BDSM, nurtu pin-up i haute couture. Jego kolejna realizacja fantasy AmazoneSex (2001) z Katsuni, Ramonem Enrique i Davidem Perrym została uhonorowana AVN Award jako jeden z „500 najlepszych filmów dla dorosłych AVN”.
W sierpniu 2007 rozpoczął współpracę ze studiem filmowym Daring! Media Group z siedzibą w Barcelonie, gdzie zrealizował produkcję Fetish De Luxe (2007) z udziałem Rity Faltoyano. Film ten otrzymał branżową nagrodę Erotixxx Award w Berlinie w kategorii najlepsza międzynarodowa etykietka filmu fetysz oraz był nominowany na Festival Internacional de Cine Erótico de Barcelona w czterech kategoriach: najlepszy film BDSM, najlepsze kostiumy, najlepszy cover i najlepszy aktor drugoplanowy (Titof w kostiumie z lateksu). W 2008 jego prace znalazły się w książce Flying Colours, wydanej przez „Secret Magazine” w Brukseli.

## Wystawy
- Venise Bac Art Gallery, Wenecja, Włochy, 1986
- Torino Fotographia 87, Biennale Internazionale, Turyn, Włochy, 1987
- Palazzo a Vela Gallery, Turyn, Włochy, 1987
- Target Gallery, Turyn, Włochy, 1987
- Marco Polo Gallery, Bordeaux, Francja, 1987
- Selection Art Guest, USA, 1994
- Pheromone Gallery, Hollywood, USA, 1994
- Black Iris Gallery, Laguna Beach, Kalifornia, USA, 1994
- Pacific Edge Gallery, Laguna Beach, Kalifornia, USA, 1994
- Museum of Contemporary Art, The Store, Los Angeles, Kalifornia, USA, 1995
- Hamburg, Niemcy, 1995
- Drammen, Norwegia, 1996
- Piscine de l'hôtel Lutétia, Paryż, Francja, 2002
- Marché Saint-Joseph, Marcq-en-Barœul, Francja, 2003
- Galerie Dèmonia, Paryż, Francja, 2003
- Rétrospective Majeure Festival Foto, Knokke-Heist, Belgia, 2004
- Musée de l'érotisme, Paryż, Francja, 2006
- Musée de l'érotisme, Wenecja, Włochy, 2006
- Galerie Sparts, Paryż, Francja, 2007
- Galerie Concorde, Paryż, Francja, 2012
- Galerie Momentum Art, Knokke-Heist, Belgia, 2012
- Espace Gingko’Art, „Les Muses de l’artiste”, Pontoise, Francja, 2012
- Galerie du Hérisson, Arles, Francja,  2018
- Galerie Vivienne Art Galerie, Paryż, Francja, 2022

## Publikacje
- Phyléa (Francja, 1993)
- Marlène Love (Francja, 1994)
- Fetish dream (Japonia, 1994)
- Prélude au scandale (Francja, 1997)
- Boutique Minuit, Femmes fatales (Belgia, 1998)
- Scandal (Francja, 2001)
- Confidence (Francja, 2004)
- Biographie, La femme est un art (Francja, 2011)
- Mes héros de quand j’étais petit (Francja, 2015)
- Mes jouets de quand j’étais petit (Francja,2016)
- La Femme est mon Art (Francja, 2022)

## Filmografia
- 2001: Sex Me
- 2001: Colorsex
- 2001: Amazonesex
- 2001: Maîtresse Alexandra
- 2003: Katsumi et le secret du Kamasutra
- 2003: Le Château d’Aphrodite
- 2003: Le Duel d’Aphrodite
- 2003: Le Mystère d’Aphrodite
- 2004: Domina Zara
- 2008: Fetish De Luxe